# Episodi di 227 (quinta stagione)
La quinta stagione della serie televisiva 227 è stata trasmessa in anteprima negli Stati Uniti d'America dalla NBC dal 23 settembre 1989 al 6 maggio 1990.
In Italia viene trasmessa su Canale 8 dal 13 maggio 2025 in versione sottotitolata. 
| nº | Titolo originale                    | Titolo italiano | Prima TV USA      | Prima TV Italia |  |
| -- | ----------------------------------- | --------------- | ----------------- | --------------- |  |
| 1  | Take My Diva... Please!             |                 | 23 settembre 1989 | 13 maggio 2025  |  |
| 2  | Tenants, Anyone?                    |                 | 30 settembre 1989 | 20 maggio 2025  |  |
| 3  | A Pampered Tale                     |                 | 14 ottobre 1989   | 27 maggio 2025  |  |
| 4  | The Fight of the Century            |                 | 21 ottobre 1989   | inedita         |  |
| 5  | How the West Was Fun (Part 1)       |                 | 28 ottobre 1989   | inedita         |  |
| 6  | How the West Was Fun (Part 2)       |                 | 4 novembre 1989   | inedita         |  |
| 7  | Video Activity                      |                 | 11 novembre 1989  | inedita         |  |
| 8  | Flying Down to Leo's                |                 | 18 novembre 1989  | inedita         |  |
| 9  | Reunion Blues                       |                 | 25 novembre 1989  | inedita         |  |
| 10 | The Perfume Game                    |                 | 2 dicembre 1989   | inedita         |  |
| 11 | War Is Heck                         |                 | 9 dicembre 1989   | inedita         |  |
| 12 | Guess Who's Not Coming to Christmas |                 | 16 dicembre 1989  | inedita         |  |
| 13 | There Go the Clowns                 |                 | 23 dicembre 1989  | inedita         |  |
| 14 | Come the Revolution                 |                 | 30 dicembre 1989  | inedita         |  |
| 15 | Where Do We Go From Here?           |                 | 6 gennaio 1990    | inedita         |  |
| 16 | Play Christy for Me                 |                 | 13 gennaio 1990   | inedita         |  |
| 17 | Knock It Off                        |                 | 27 gennaio 1990   | inedita         |  |
| 18 | Do Not Pass Go (Part 1)             |                 | 3 febbraio 1990   | inedita         |  |
| 19 | Do Not Pass Go (Part 2)             |                 | 10 febbraio 1990  | inedita         |  |
| 20 | You Gotta Have Art                  |                 | 17 febbraio 1990  | inedita         |  |
| 21 | Gone Fishing                        |                 | 24 febbraio 1990  | inedita         |  |
| 22 | Nightmare on 227                    |                 | 21 aprile 1990    | inedita         |  |
| 23 | The Class of '90                    |                 | 29 aprile 1990    | inedita         |  |
| 24 | No Place Like Home                  |                 | 6 maggio 1990     | inedita         |  |